# 보가르

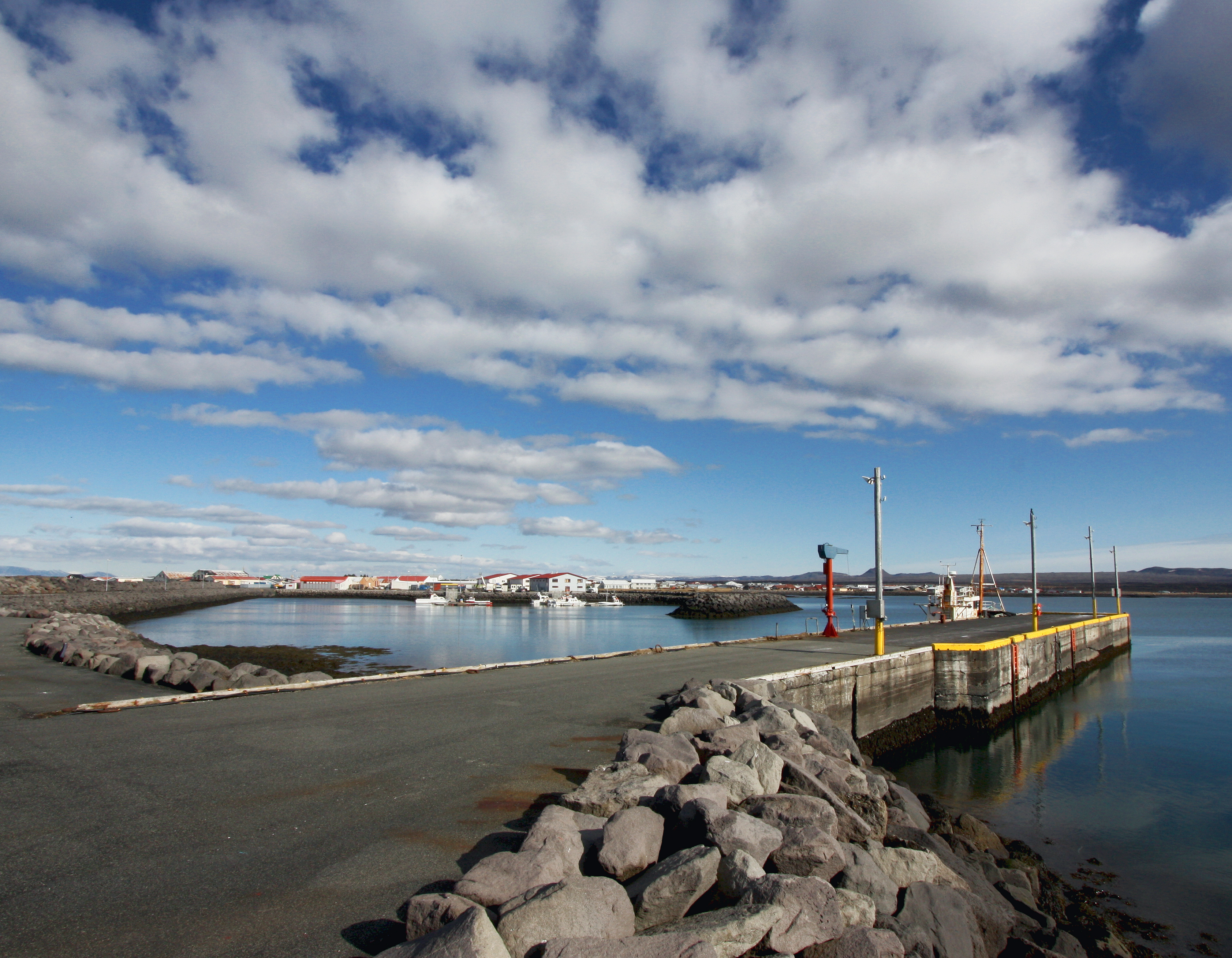
보가르의 모습

보가르(Vogar)는 아이슬란드 남서쪽에 위치한 작은 도시이다.

## 인구
2011년 기준으로 인구는 1,161명이다.